# Erjieling (sockenhuvudort i Kina, Zhejiang Sheng, lat 30,95, long 119,61)
Erjieling är en sockenhuvudort i Kina. Den ligger i provinsen Zhejiang, i den östra delen av landet, omkring 94 kilometer nordväst om provinshuvudstaden Hangzhou. Antalet invånare är 12 919. Befolkningen består av 6 231 kvinnor och 6 688 män. Barn under 15 år utgör 14,0 %, vuxna 15-64 år 73 %, och äldre över 65 år 11,0 %.
Runt Erjieling är det ganska tätbefolkat, med 222 invånare per kvadratkilometer. Närmaste större samhälle är Si'an, 6,7 km sydost om Erjieling. I omgivningarna runt Erjieling växer huvudsakligen savannskog.
Genomsnittlig årsnederbörd är 1 811 millimeter. Den regnigaste månaden är augusti, med i genomsnitt 274 mm nederbörd, och den torraste är november, med 70 mm nederbörd.